# 2022年世界水泳選手権シント・マールテン選手団
2022年世界水泳選手権シント・マールテン選手団は、2022年6月18日から7月3日までハンガリーのブダペストで開催された第19回世界水泳選手権のシント・マールテン選手団、およびその競技結果。

## 選手団
- 人員: 選手 2人

## 選手名簿・結果
| 選手             | 種目              | 予選      | 予選 | 準決勝   | 準決勝   | 決勝     | 決勝     |
| 選手             | 種目              | 結果      | 順位 | 結果     | 順位     | 結果     | 順位     |
| ---------------- | ----------------- | --------- | ---- | -------- | -------- | -------- | -------- |
| タフィ・イリス   | 女子50m自由形     | 30秒00    | 69位 | 予選敗退 | 予選敗退 | 予選敗退 | 予選敗退 |
| タフィ・イリス   | 女子50mバタフライ | 31秒25    | 55位 | 予選敗退 | 予選敗退 | 予選敗退 | 予選敗退 |
| アリアナ・ロント | 女子400m自由形    | 5分19秒07 | 33位 | -        | -        | 予選敗退 | 予選敗退 |
| アリアナ・ロント | 女子800m自由形    | 棄権      | 棄権 | -        | -        | 予選敗退 | 予選敗退 |